# Komono
Pour les articles homonymes, voir Komono (homonymie).
Komono (菰野町, Komono-chō) est un bourg situé dans le district de Mie (préfecture de Mie), au Japon.

## Géographie

### Situation
Komono est situé dans le nord de la préfecture de Mie, en bordure des monts Suzuka, au Japon.

### Démographie
Au 28 février 2019, la population de Komono s'élevait à 41 857 habitants répartis sur une superficie de 107,01 km2.

### Topographie
Le mont Gozaisho se trouve à l'ouest du bourg.

## Transports
Le bourg de Komono est desservi par la ligne Kintetsu Yunoyama.

## Culture locale et patrimoine
- Yunoyama onsen